# Sackville—Bedford—Preston
Pour les articles homonymes, voir Sackville.
Circonscription électorale fédérale du Canada
Sackville—Bedford—Preston (anciennement Sackville—Preston—Chezzetcook, Sackville—Eastern Shore, Sackville—Musquodoboit Valley—Eastern Shore) est une circonscription électorale fédérale canadienne située dans la province de la Nouvelle-Écosse. Elle comprend la partie de la municipalité régionale d'Halifax se trouvant au nord de Halifax Harbour (en), hormis Dartmouth, Cole Harbour et la vallée Musquodoboit.
Les circonscriptions limitrophes sont Nova-Centre, Dartmouth—Cole Harbour, Halifax, Halifax-Ouest et Kings—Hants.

## Historique
Créée en 1996, la circonscription fut formée avec des portions de Nova-Centre et Dartmouth. Renommée Sackville—Musquodoboit Valley—Eastern Shore de 1999 à 2003, la circonscription adopta son nom actuel depuis cette date. Le député Peter Stoffer déposa un projet de loi privé pour modifier le nom de la circonscription en Sackville—Preston—Eastern Shore. Lors du découpage de 2012, la circonscription a pris le nom de Sackville—Preston—Chezzetcook.
À la suite du découpage de la carte électorale de 2022, la circonscription est renommée Sackville—Bedford—Preston. Elle gagne les villes d'Hammonds Plains, Lucasville et le secteur Bedford (Halifax) et perd les villes de Chezzetcook, Lawrencetown et Porters Lake qui sont transférées dans Nova-Centre. 

## Députés
| Législature                                                                   | Années        | Député | Député         | Parti         |
| ----------------------------------------------------------------------------- | ------------- | ------ | -------------- | ------------- |
| Sackville—Musquodoboit Valley—Eastern Shore issue de Nova-Centre et Dartmouth |               |        |                |               |
| 36e                                                                           | 1997–2000     |        | Peter Stoffer  | Néo-démocrate |
| 37e                                                                           | 2000–2004     |        | Peter Stoffer  | Néo-démocrate |
| Sackville—Eastern Shore                                                       |               |        |                |               |
| 38e                                                                           | 2004–2006     |        | Peter Stoffer  | Néo-démocrate |
| 39e                                                                           | 2006–2008     |        | Peter Stoffer  | Néo-démocrate |
| 40e                                                                           | 2008–2011     |        | Peter Stoffer  | Néo-démocrate |
| 41e                                                                           | 2011–2015     |        | Peter Stoffer  | Néo-démocrate |
| Sackville—Preston—Chezzetcook                                                 |               |        |                |               |
| 42e                                                                           | 2015–2019     |        | Darrell Samson | Libéral       |
| 43e                                                                           | 2019–2021     |        | Darrell Samson | Libéral       |
| 44e                                                                           | 2021–2025     |        | Darrell Samson | Libéral       |
| Sackville—Bedford—Preston                                                     |               |        |                |               |
| 45e                                                                           | 2025–en cours |        | Braedon Clark  | Libéral       |

## Résultats électoraux
Modèle:Élection générale canadienne de 2025 — Sackville—Bedford—Preston
|       | Candidat                 | Parti        | # de voix | % des voix |
|       | Robert Thomas Strickland | Conservateur | +07 186,  | 14,88 %    |
|       | Darrell Samson           | Libéral      | +23 161,  | 47,95 %    |
|       | (x) Peter Stoffer        | NPD          | +16 613,  | 34,39 %    |
|       | Mike Montgomery          | Vert         | +01 341,  | 2,78 %     |
| Total | Total                    | Total        | 48 301    | 100 %      |

|       | Candidat          | Parti        | # de voix | % des voix |
|       | Adam Mimnagh      | Conservateur | +12 662,  | 30,45 %    |
|       | Scott Hemming     | Libéral      | +04 673,  | 11,24 %    |
|       | (x) Peter Stoffer | NPD          | +22 483,  | 54,07 %    |
|       | John Percy        | Vert         | +01 762,  | 4,24 %     |
| Total | Total             | Total        | 41 580    | 100 %      |

|       | Candidat          | Parti        | # de voix | % des voix |
|       | David Montgomery  | Conservateur | +08 198,  | 20,74 %    |
|       | Carolyn Scott     | Libéral      | +05 018,  | 12,69 %    |
|       | (x) Peter Stoffer | NPD          | +24 279,  | 61,42 %    |
|       | Noreen Hartlen    | Vert         | +02 034,  | 5,15 %     |
| Total | Total             | Total        | 39 529    | 100 %      |